# کودتای ششمین سال میجی

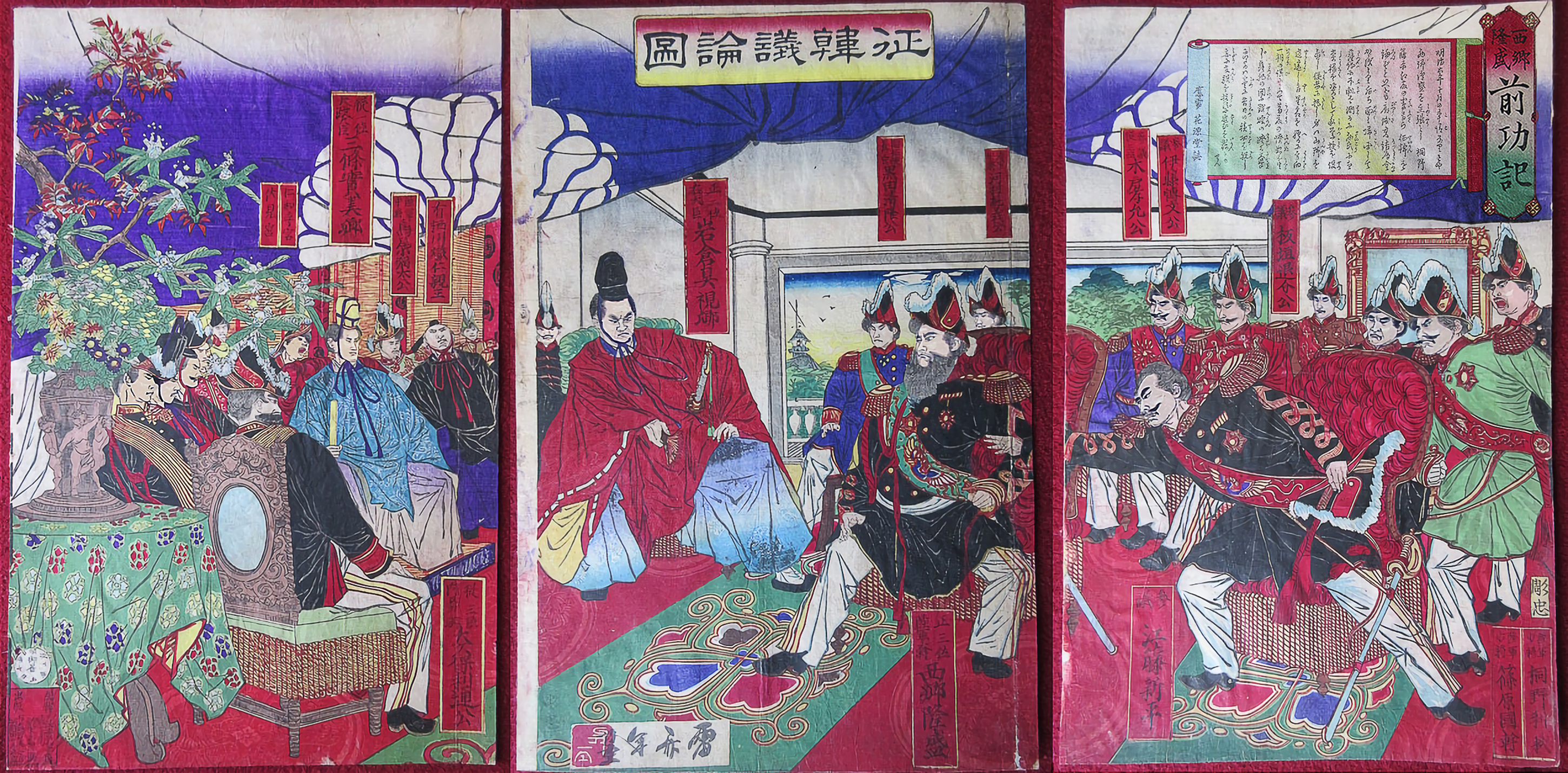
"بحث در مورد حمله به کره" از نیشیکی سایگو تاکاموری زنکوکی که زندگی سایگو تاکاموری را به تصویر می‌کشد.

کودتای ششمین سال میجی یا تغییر سیاسی سال ششم دوره میجی (به ژاپنی: 明治六年政変)، یک کودتا و تغییر سیاسی در اوایل دوره میجی و پس از مطرح شدن نظریه فتح کره در سال ۱۸۷۳ بود. در این تغییر سیاسی نیمی از افراد سانگی (مشاوران ارشد امپراتور) و همچنین ۶۰۰ نفر از ارتشیان و کارمندان از کار برکنار شدند.